# MKB-10 poglavlje X: Bolesti dišnog (respiracijskog) sustava

## (J00-J99) - Bolesti dišnog (respiracijskog) sustava

### (J00-J06) - Akutne infekcije gornjega dišnog sustava
- J00 Akutni nazofaringitis (obična prehlada)
  - J00.0 Akutni nazofaringitis (obična prehlada)

- J01 Akutna upala sinusa (akutni sinusitis)
  - J01.0 Akutni maksilarni sinusitis
  - J01.1 Akutni frontalni sinusitis
  - J01.2 Akutni etmoidni sinusitis
  - J01.3 Aktuni sfenoidni sinusitis
  - J01.4 Akutni pansinusitis
  - J01.8 Drugi akutni sinusitis
  - J01.9 Akutni sinusitis, nespecificiran

- J02 Akutna upala ždrijela (akutni faringitis)
  - J02.0 Streptokokni faringitis
  - J02.8 Akutni faringitis uzrokovan drugim specificiranim uzročnicima
  - J02.9 Akutni faringitis, nespecificiran

- J03 Akutna upala tonzila (akutni tonzilitis)
  - J03.0 Streptokokni tonzilitis
  - J03.8 Akutni tonzilitis uzrokovan drugim specificiranim mikroorganizmima
  - J03.9 Akutni tonzilitis, nespecificiran

- J04 Akutna upala grkljana i dušnika (akutni laringitis i traheitis)
  - J04.0 Akutni laringitis
  - J04.1 Akutni traheitis
  - J04.2 Akutni laringotraheitis

- J05 Akutni opstruktivni laringitis (krup) i epiglotitis
  - J05.0 Akutni opstruktivni laringitis (krup)
  - J05.1 Akutni epiglotitis

- J06 Akutna infekcija gornjega dišnog sustava multiplih i nespecificiranih lokalizacija
  - J06.0 Akutni laringofaringitis
  - J06.8 Druge infekcije gornjega dišnog sustava multiple lokalizacije
  - J06.9 Akutna infekcija gornjega dišnog sustava, nespecificirana

### (J09-J18) - Influenca i pneumonija
- J09 Influenca uzrokovana dokazanim virusom ptičje gripe
  - J09.0  Influenca uzrokovana dokazanim virusom ptičje gripe

- J10 Influenca uzrokovana dokazanim virusom influence
  - J10.0 Influenca s pneumonijom, virus influence dokazan,
  - J10.1 Influenca s drugim respiracijskim znakovima, virus influence dokazan
  - J10.8 Influenca s drugim manifestacijama, virus influence dokazan

- J11 Influenca, virus nije dokazan
  - J11.0 Influenca s pneumonijom, virus nije dokazan
  - J11.1 Influenca s drugim respiracijskim manifestacijama, virus nije dokazan
  - J11.8 Influenca s drugim manifestacijama, virus nije dokazan

- J12 Virusna pneumonija, nesvrstana drugamo
  - J12.0 Pneumonija uzrokovana adenovirusom
  - J12.1 Pneumonija uzrokovana respiracijskim sincicijskim virusom
  - J12.2 Pneumonija uzrokovana virusom parainfluence
  - J12.8 Druga virusna pneumonija
  - J12.9 Virusna pneumonija, nespecificirana

- J13 Pneumonija koju uzrokuje Streptococcus pneumoniae (Pneumococcus)
  - J13.0 Pneumonija koju uzrokuje Strptococcus pneumonae (Pneumococcus)

- J14 Pneumonija koju uzrokuje Haemophilus influenzae
  - J14.0 Pneumonija koju uzrokuje Haemophilus influenzae

- J15 Bakterijska pneumonija, nesvrstana drugamo
  - J15.0 Pneumonija, koju uzrokuje Klebsiella pneumoniae
  - J15.1 Pneumonija, koju uzrokuje Pseudomonas
  - J15.2 Pneumonija, koju uzrokuje Staphylococcus
  - J15.3 Pneumonija, koju uzrokuje Streptococcus, grupe B
  - J15.4 Pneumonija uzrokovana drugim streptokokima
  - J15.5 Pneumonija, koju uzrokuje Escherichia coli
  - J15.6 Pneumonija uzrokovana drugim aerobnim Gram-negativnim bakterijama
  - J15.7 Pneumonija, koju uzrokuje Mycoplasma pneumoniae
  - J15.8 Druga bakterijska pneumonija
  - J15.9 Bakterijska pneumonija, nespecificirana

- J16 Pneumonija uzrokovana drugim infektivnim uzročnicima, nesvrstana drugamo
  - J16.0 Pneumonija uzrokovana klamidijama
  - J16.8 Pneumonija uzrokovana drugim specificiranim infektivnim uzročnicima

- J17* Pneumonija u bolestima svrstanima drugamo
  - J17.0* Pneumonija u bakterijskim bolestima svrstanima drugamo
  - J17.1* Pneumonija u virusnim bolestima svrstanima drugamo
  - J17.2* Pneumonija u mikozama
  - J17.3* Pneumonija u parazitarnim bolestima
  - J17.8* Pneumonija u drugim bolestima svrstanima drugamo

- J18 Pneumonija, nespecificiranog uzročnika
  - J18.0 Bronhopneumonija, nespecificirana
  - J18.1 Lobarna pneumonija, nespecificirana
  - J18.2 Hipostatska pneumonija, nespecificirana
  - J18.8 Druga pneumonija, nespecificiranog uzročnika
  - J18.9 Pneumonija, nespecificirana

### (J20-J22) - Ostale akutne infekcije donjega dišnog sustava
- J20 Akutni bronhitis
  - J20.0 Akutni bronhitis, koji uzrokuje Mycoplasma pneumoniae
  - J20.1 Akutni bronhitis, koji uzrokuje Haemophilus influenzae
  - J20.2 Akutni bronhitis, koji uzrokuje streptokok
  - J20.3 Akutni bronhitis, koji uzrokuje coxackievirus
  - J20.4 Akutni bronhitis, koji uzrokuje virus parainfluence
  - J20.5 Akutni bronhitis, koji uzrokuje respiracijski sincijski virus
  - J20.6 Akutni bronhitis, koi uzrokuje rinovirus
  - J20.7 Akutni bronhitis, koji uzrokuje ECHO-virus
  - J20.8 Akutni bronhitis, koji uzrokuje drugi specificirani uzročnik
  - J20.9 Akutni bronhitis, nespecificiran

- J21 Akutni bronhiolitis
  - J21.0 Akutni bronhiolitis uzrokovan respiracijskim sincicijskim virusom
  - J21.8 Akutni bronhiolitis uzrokovana drugim specificiranim uzročnicima
  - J21.9 Akutni bronhiolitis, nespecificiran

- J22 Nespecificirana akutna bolest donjega dišnog sustava
  - J22.0 Nespecificirana akutna bolest donjega dišnog sustava

### (J30-J39) - Druge bolesti gornjega dišnog sustava
- J30 Vazomotorni i alergijski rinitis
  - J30.0 Vazomotorni rinitis
  - J30.1 Alergijski rinitis koji uzrokuje pelud (peludna groznica)
  - J30.2 Drugi sezonski alergijski rinitis
  - J30.3 Drugi alergijski rinitis
  - J30.4 Alergijski rinitis, nespecificiran

- J31 Kronični rinitis, nazofaringitis i faringitis
  - J31.0 Kronični rinitis
  - J31.1 Kronični nazofaringitis
  - J31.2 Kronični faringitis

- J32 Kronična upala sinusa (kronični sinusitis)
  - J32.0 Kronični maksilarni sinusitis
  - J32.1 Kronični frontalni sinusitis
  - J32.2 Kronični etmoidni sinusitis
  - J32.3 Kronični sfenoidni sinusitis
  - J32.4 Kronični pansinusitis
  - J32.8 Drugi kronični sinusitis
  - J32.9 Kronični sinusitis, nespecificiran

- J33 Nazalni polip
  - J33.0 Polip nosne šupljine
  - J33.1 Polipoidna degeneracija sinusa
  - J33.8 Drugi polip sinusa
  - J33.9 Nazalni polip, nespecificiran

- J34 Druge bolesti nosa i nosnih sinusa
  - J34.0 Apsces, furunkul i karbunkul nosa
  - J34.1 Cista i mukokela nazalnog sinusa
  - J34.2 Devijacija nazalnog septuma
  - J34.3 Hipertrofija nosnih školjki
  - J34.8 Druge specificirane bolesti nosa i nosnih sinusa

- J35 Kronične bolesti tonzila i adenoida
  - J35.0 Kronična upala tonzila (kronični tonzilitis)
  - J35.1 Hipertrofija tonzila
  - J35.2 Hipertrofija adenoida
  - J35.3 Hipertrofija tonzila s hipertrofijom adenoida
  - J35.8 Druge kronične bolesti tonzila i adenoida
  - J35.9 Kronične bolesti tonzila i adenoida, nespecificirane

- J36 Peritonzilarni apsces
  - J36.0 Peritonzilarni apsces

- J37 Kronična upala grkljana i dušnika (kronični laringitis i laringotraheitis)
  - J37.0 Kronični laringitis
  - J37.1 Kronični laringotraheitis

- J38 Bolesti glasnica i grkljana, nesvrstane drugamo
  - J38.0 Paraliza glasnica i grkljana
  - J38.1 Polip glasnice i grkljana
  - J38.2 Noduli glasnica
  - J38.3 Druge bolesti glasnica
  - J38.4 Edem grkljana
  - J38.5 Spazam grkljana
  - J38.6 Stenoza grkljana
  - J38.7 Druge bolesti grkljana

- J39 Druge bolesti gornjega dišnog sustava
  - J39.0 Retrofaringealni i parafaringealni apsces
  - J39.1 Drugi apsces ždrijela
  - J39.2 Druge bolesti ždrijela
  - J39.3 Hipersenzitivna reakcija gornjega dišnog sustava, nespecificiranog mjesta
  - J39.8 Druge specificirane bolesti gornjega dišnog sustava
  - J39.9 Bolest gornjega dišnog sustava, nespecificirana

### (J40-J47) - Kronične bolesti donjega dišnog sustava
- J40 Bronhitis, nespecificiran kao akutni ili kronični
  - J40.0 Bronhitis, nespecificiran kao akutni ili kronični

- J41 Obični i mukopurulentni kronični bronhitis
  - J41.0 Obični kronični bronhitis
  - J41.1 Mukopurulentni kronični bronhitis
  - J41.8 Miješani obični i mukopurulentni kronični bronhitis

- J42 Nespecificirani kronični bronhitis
  - J42.0 Nespecifični kronični bronhitis

- J43 Emfizem
  - J43.0 MacLeodov sindrom
  - J43.1 Panlobularni emfizem
  - J43.2 Centrilobularni emfizem
  - J43.8 Drugi emfizem
  - J43.9 Emfizem, nespecificiran

- J44 Druga kronična opstruktivna plućna bolest
  - J44.0 Kronična opstruktivna plućna bolest s akutnom infekcijom donjega dišnog sustava
  - J44.1 Kronična opstruktivna plućna bolest s akutnom egzarcerbacijom, nespecificirana
  - J44.8 Druga, specificirana kronična opstruktivna plućna bolest
  - J44.9 Kronična opstruktivna plućna bolest, nespecificirana

- J45 Astma
  - J45.0 Pretežno alergijska astma
  - J45.1 Nealergijska astma
  - J45.8 Miješana astma
  - J45.9 Astma nespecificirana

- J46 Astmatični status (status astmathicus)
  - J46.0 Astmatični status (status asthmaticus)

- J47 Bronhiektazije
  - J47.0 Bronhiektazije

### (J60-J70) - Plućne bolesti zbog vanjskih uzročnika
- J60 Pneumokonioza kopača ugljena
  - J60.0 Pneumokonioza kopača ugljena

- J61 Pneumokonioza uzrokovana azbestom i drugim mineralnim vlaknima
  - J61.0 Pneumokonioza uzrokovana azbestom i drugim mineralnim vlaknima

- J62 Pneumokonioza uzrokovana prašinom koja sadrži silikate
  - J62.0 Pneumokonioza uzrokovana talkom
  - J62.8 Pneumokonioza uzrokovana drugom prašinom koja sadrži silikate

- J63 Pneumokonioza uzrokovana drugim anorganskim prašinama
  - J63.0 Aluminoza (pluća)
  - J63.1 Fibroza (pluća) uzrokovana boksitom
  - J63.2 Berilioza
  - J63.3 Fibroza (pluća) uzrokovana grafitom
  - J63.4 Sideroza
  - J63.5 Stanoza
  - J63.8 Pneumokonioza uzrokovana drugim specificiranim anorganskim prašinama

- J64 Pneumokonioza, nespecificirana
  - J64.0 Pneumokonioza, nespecificirana

- J65 Pneumokonioza povezana s tuberkulozom
  - J65.0 Pneumokonioza, nespecificirana

- J66 Bolest dišnih putova uzrokovana specificiranom organskom prašinom
  - J66.0 Bisinoza
  - J66.1 Bolest prera|ivača lana
  - J66.2 Kanabinoza
  - J66.8 Bolest dišnih putova uzrokovana drugim specificiranim organskim prašinama

- J67 Hipersenzitivni pneumonitis uzrokovan organskom prašinom
  - J67.0 Farmerska pluća
  - J67.1 Bagasoza
  - J67.2 Pluća uzgajatelja ptica
  - J67.3 Suberoza
  - J67.4 Pluća proizvodjača slada
  - J67.5 Pluća uzgajatelja gljiva
  - J67.6 Pluća strugača javorove kore
  - J67.7 Pluća izloženih kondicioniranome zraku i ovlaživačima
  - J67.8 Hipersenzitivni pneumonitis uzrokovan drugim organskim prašinama
  - J67.9 Hipersenzitivni pneumonitis uzrokovana nespecificiranom organskom prašinom

- J68 Respiracijska stanja uzrokovana udisanjem kemikalija, plinova, dimova i para
  - J68.0 Bronhitis i pneumonitis uzrokovan kemikalijama, plinovima, dimovima i parama
  - J68.1 Akutni plućni edem uzrokovan kemikalijama, plinovima, dimovima i parama
  - J68.2 Upala gornjega dišnog sustava uzrokovana kemikalijama, plinovima, dimovima i parama, nesvrstana drugamo
  - J68.3 Druga akutna i subakutna stanja dišnog sustava uzrokovana kemikalijama, plinovima, dimovima i parama
  - J68.4 Kronična stanja dišnog sustava uzrokovana kemikalijama, plinovima, dimovima i parama
  - J68.8 Druga stanja dišnog sustava uzrokovana kemikalijama, plinovima, dimovima i parama
  - J68.9 Nespecificirano stanje dišnog sustava uzrokovano kemikalijama, plinovima, dimovima i parama

- J69 Pneumonitis uzrokovan krutim tvarima i tekućinama
  - J69.0 Pneumonitis uzrokovana hranom i povraćenim sadržajem
  - J69.1 Pneumonitis uzrokovan uljima i esencijama
  - J69.8 Pneumonitis uzrokovan drugim krutim tvarima i tekućinama

- J70. Respiracijska stanja uzrokovana drugim vanjskim uzrocima
  - J70.0 Akutne plućne manifestacije uzrokovane zračenjem
  - J70.1 Kronične i druge plućne manifestacije uzrokovane radijacijom
  - J70.2 Akutni poremećaj plućnog intrsticija uzrokovan lijekom
  - J70.3 Kronični poremečaj plućnog intersticija uzrokovan lijekom
  - J70.4 Poremećaj plućnog intrsticija uzrokovan lijekom, nespecificirani
  - J70.8 Respiracijska stanja uzrokovana drugim specificiranim vanjskim uzrocima (agensima)
  - J70.9 Respiracijska stanja uzrokovana nespecificiranim vanjskim uzročnicima (agensima)

### (J80-J84) - Ostale dišne bolesti koje priomarno napadaju intersticij
- J80 Sindrom dišnog distresa u odraslih
  - J80.0 Sindrom dišnog distresa u odraslih

- J81 Plućni edem
  - J81.0 Plućni endem

- J82 Plućna eozinofilija, nesvrstana drugamo
  - J82.0 Plućna eozinofilija,nesvrstana drugamo

- J84 Druge intersticijske plućne bolesti
  - J84.0 Alveolarni i parietoalveolarni poremećaji
  - J84.1 Druge intersticijske plućne bolesti s fibrozom
  - J84.8 Druge specificirane intersticijske plućne bolesti
  - J84.9 Intersticijska plućna bolest, nespecificirana

### (J85-J86) - Gnojna i nekrotična stanja donjeg dišnog sustava
- J85 Apsces pluća i sredoprsja (medijastinuma)
  - J85.0 Gangrena i nekroza pluća
  - J85.1 Plućni apsces s pneumonijom
  - J85.2 Plućni apsces bez pneumonije
  - J85.3 Apsces medijastinuma

- J86 Piotoraks
  - J86.0 Piotoraks s fistulom
  - J86.9 Piotoraks bez fistule

### (J90-J94) - Ostale bolesti pleure
- J90 Pleuralni izljev, nesvrstan drugamo
  - J90.0 Pleuralni izljev u stanjima svrstanim drugamo

- J91* Pleuralni izljev u stanjima svrstanim drugamo
  - J91.0 Pleuralni izljev u stanjima svrstanim drugamo

- J92 Pleuralni plak (plaque)
  - J92.0 Pleuralni plak uz azbestozu
  - J92.9 Pleuralni plak bez azbestoze

- J93 Pneumotoraks
  - J93.0 Spontani tenzijski pneumotoraks
  - J93.1 Drugi spontani pneumotoraks
  - J93.8 Ostali pneumotoraks
  - J93.9 Pneumotoraks, nespecificiran

- J94 Druga pleuralna stanja
  - J94.0 Hilozni izljev
  - J94.1 Fibrotoraks
  - J94.2 Hematotoraks
  - J94.8 Druga specificirana stanja pleure
  - J94.9 Stanje pleure, nespecificirano

### (J95-J99) - Ostale bolesti respiratornog sustava
- J95 Respiracijska oštećenja kao posljedica medicinskog postupka, nesvrstana drugamo
  - J95.0 Poremećaj funkcije traheostome
  - J95.1 Akutna plućna insuficijencija nakon torakalnoga kirurškog zahvata
  - J95.2 Akutna plućna insuficijencija nakon netorakalnog kirurškog zahvata
  - J95.3 Kronična plućna insuficijencija nakon kirurškog zahvata
  - J95.4 Mendelsonov sindrom
  - J95.5 Subglotična stenoza kao posljedica medicinskog postupka
  - J95.8 Drugi respiracijski poremećaji kao posljedice medicinskog postupka
  - J95.9 Respiracijski poremećaj nastao kao posljedica medicinskog postupka, nespecificiran

- J96 Respiracijska insuficijencija nesvrstana drugamo
  - J96.0 Akutna respiracijska insuficijencija
  - J96.1 Kronična respiracijska insuficijencija
  - J96.9 Respiracijska insuficijencija, nespecificirana

- J98 Drugi respiracijski poremećaji
  - J98.0 Bolesti bronha svrstane drugamo
  - J98.1 Kolaps pluća
  - J98.2 Intersticijski emfizem
  - J98.3 Kompenzacijski emfizem
  - J98.4 Drugi plućni poremećaji
  - J98.5 Bolest sredoprsja (medijastinuma), nesvrstana drugamo
  - J98.6 Poremećaji ošita (dijafragme)
  - J98.8 Drugi specificirani respiracijski poremećaji
  - J98.9 Respiracijski poremećaj, nespecificiran

- J99* Respiracijski poremećaji u bolestima svrstanima drugamo
  - J99.0 Reumatoidna bolest pluća (M05.1)
  - J99.1 Respiracijski poremećaji u drugim difuznim bolestima vezivnog tkiva
  - J99.8 Respiracijski poremećaji u drugim bolestima svrstanima drugamo

## Vanjske poveznice
- MKB-10 J00-J99 2007. - WHO[neaktivna poveznica]